# Ernest Marsden
Ernest Marsden (ur. 19 lutego 1889 w Lancashire, zm. 15 grudnia 1970 w Wellington) – fizyk brytyjsko-nowozelandzki. W roku 1908 w czasie studiów na Uniwersytecie Manchesterskim razem z Hansem Geigerem pod kierunkiem Ernesta Rutherforda przeprowadził eksperyment, polegający na bombardowaniu bardzo cienkiej złotej folii cząstkami alfa i obserwowaniu charakteru odbić tych cząstek, co pozwoliło później Rutherfordowi określić strukturę budowy atomu i odkryć jądro atomowe.

## Życiorys
W roku 1914 przeniósł się do Uniwersytetu Wiktorii w Wellington (Nowa Zelandia). W czasie I wojny światowej służył we Francji jako Inżynier Królewski za co został odznaczony Krzyżem Wojskowym (ang.: Military Cross). Po wojnie stał się wiodącym naukowcem w Nowej Zelandii, założycielem Departamentu ds. Badań Naukowych i Przemysłu (ang.: Department of Scientific and Industrial Research (DSIR), w roku 1926) i organizatorem badań w szczególności dotyczących rolnictwa i kultury rolnej.
W czasie II wojny światowej zajmował się badaniami nad radarem, w roku 1947 w Londynie został oficerem łącznikowym ds. naukowych. Zmarł w swoim domu nad Zatoka Wellingtońską w roku 1970.
W uznaniu zasług w roku 1946 został przyjęty do Londyńskiego Towarzystwa Królewskiego (ang.: Royal Society), a w roku 1947 był przewodniczącym Towarzystwa Królewskiego Nowej Zelandii; w 1958 otrzymał tytuł Rycerza Imperium Brytyjskiego.